# Porsche 787
El Porsche 787 fue un monoplaza de Fórmula 2 y Fórmula 1 construido en 1960 por la marca Porsche, basado en el automóvil de carreras 1500 RS-K. 
Construido para las especificaciones de 1960 de la Fórmula 2, el 787 fue empleado por destacados pilotos como Wolfgang von Trips y Dan Gurney que alcanzaron las suficientes victorias como para conseguir la entonces oficiosa Coupe des Constructeurs. El monoplaza tenía un motor boxer de 4 cilindros, que desarrollaba 190 CV a 8000 rpm.
En la temporada 1961 de Fórmula 1, el 787 fue modificado y empleado en unas pocas carreras, debido a que el modelo más empleado ese año por Porsche fue el 718.